# Горшков Микола Олександрович
Горшков Микола Олександрович (нар. 1954) — радянський та російський журналіст.

## Біографія
Народився 1954 року в родині офіцера військово-морської розвідки СРСР Олександра Горшкова.
1971—1976 — навчався на історичному факультеті МДУ. Протягом 1978—1981 років роходив аспірантуру в Інституті США та Канади РАН СРСР.
Березень 1977 — вересень 1977 — працював у протокольній службі Державного комітету з питань науки та техніки СРСР. Комітет існував протягом 1948—1991 років і займався налагодженням співпраці з іноземними компаніями.

### Журналістика
З лютого 1981 до травня 1991 — працював журналістом у Всесвітній службі Московського радіо, на основі якої 1993 року було створено радіостанцію Голос Росії та агентство «РИА Новости». 2014 році її переформатували на пропагандистську мережу видань Sputnik. Московське радіо часто використовувалося як прикриття для розвідки СРСР, під виглядом кореспондентів радіо часто за межами СРСР проживали радянські розвідники.
1986 року був співпродюсером першого в історії радіозв'язку між британською та радянською молоддю для BBC Radio 1, а потім працював із Пітером Устцновим над піснею «Down Your Way» на Radio 4. Взяв перше інтерв'ю у Віктора Вексельберга, на той момент підприємцем-початківцем, який нині є одним з найбагатших олігархів Росії.
1991 року супроводжував Далай-ламу в його першому паломництві до буддистських республік Бурятії та Калмикії. Також 1991 року працював із колекціонеркою мистецтва Франческою Тіссен над організацією світового туру тибетських картин із трактату «Блакитний берил».
З травня 1991 до березня 1993 працював журналістом-фрілансером. Був співпродюсером документального фільму «Північний експрес» Роба Ромбута про однойменний потяг між Росією та Францією. З 1993 року співпрацює з BBC, став першим в історії кореспондентом BBC News, для якого англійська не є рідною мовою. Із березня 1993 до грудня 1996 був продюсером московського бюро BBC, куди допомагав відбирати та навчати нових працівників. Протягом грудня 1996 — жовтня 2001-го був випусковим редактором московського бюро BBC. Жовтень 2001 — січень 2004 — кореспондент BBC.
Березень 2004 — червень 2008 — керівник московського підрозділу BBC, де очолював групу моніторингових редакторів. Жовтень 2008 — червень 2013 — директор регіонального представництва BBC по Україні, Молдові, Білорусі та Західних Балканах. Зокрема, на цій посаді домагався скасування податкової претензії на $2 млн від податкової служби України. Займався створенням україновомної служби BBC.
Червень 2013 — листопад 2014 — журналіст-фрілансер.
Листопад 2014 — березень 2022 — директор британського відділення російського пропагандистського агентства Sputnik. Times включила Горкшова у перелік російських пропагандистів, які працюють в Сполученому королівстві на замовлення Крємля. На думку деяких колег, Горшков спеціально обрав Едінбург для розміщення офісу Sputnik, щоб впливати на настрої шотландців щодо можливого виходу зі Сполученого королівства.
З 2023 — викладач Вищої школи економіки, інститут медіа.